# Astroblepus boulengeri
Astroblepus boulengeri es una especie de pez de la familia Astroblepidae en el orden de los Siluriformes.

## Morfología
Los machos pueden llegar alcanzar los 7 cm de longitud total.

## Hábitat
Es un pez de agua dulce y de clima tropical.Se encuentra principalmente en los bosques andinos colombianos.

## Distribución geográfica
Se encuentra en la cuenca superior del río Amazonas.